# Excursion automobile Paris-Meulan
 (juillet 2025).
Pour plus de détails, voir Fiche technique et Distribution.

Excursion automobile Paris-Meulan est un document cinématographique d'une minute qui fait partie de la série Loisirs et fêtes populaires à Paris, produite par les Films Lumière.
Projeté pour la première fois en 1899, ce film a été tourné le 14 mai 1896. Il fait partie des documents restaurés par les Archives françaises du film du Centre national du cinéma.

## Fiche technique

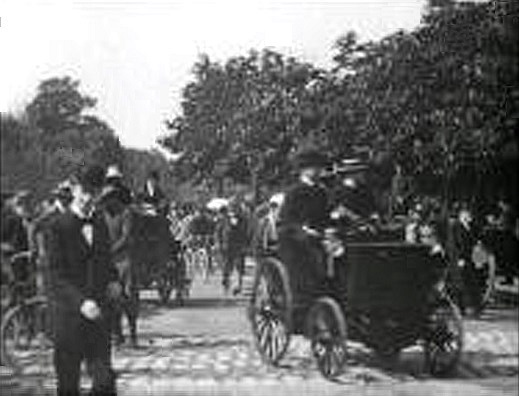

- Titre : Excursion Automobile Paris-Meulan
- Réalisation : Frères Lumière
- Collaborateur et opérateur : Clément Maurice
- Production : Association Frères Lumière
- Pays d'origine : France
- Format : Noir et Blanc - 1,33:1 - muet
- Date de sortie : 1899 (Paris)